# متلازمة الاستجابة الالتهابية الجهازية
متلازمة الاستجابة الالتهابية الجهازية (SIRS) هي حالة التهاب تؤثر على الجسد كله، وتكون في كثير من الأحيان استجابة من الجهاز المناعي لـ عدوى، ولكن ليس بالضرورة أن يكون الأمر كذلك. فتلك المتلازمة ترتبط بـ الإنتان، وهي حالة ينطبق فيها على الأفراد خصائص كل من متلازمة الاستجابة الالتهابية الجهازية والإصابة بعدوى معروفة أو محل شك كبير.

## التصنيف
إن متلازمة الاستجابة الالتهابية الجهازية حالة خطيرة ترتبط بالتهاب جهاز واختلال وظيفة أحد الأعضاء وقصور فيه. فهذه المتلازمة أحد فروع عاصفة سيتوكين، ويحدث فيها تنظيم شاذ للعديد من بروتينات سيتوكين. وترتبط تلك المتلازمة أيضًا ارتباطًا وثيقًا بمرض الإنتان، وفيه تنطبق معايير متلازمة الاستجابة الالتهابية الجهازية مع وجود عدوى مثبتة أو محل شك.

## التعريف
كان الطبيب وليام أر نيلسون (William R. Nelson)، من جامعة تورنتو، أول من قدم وصفًا لمتلازمة الاستجابة الالتهابية الجهازية في عرض أمام اجتماع الجمعية النرويجية لدوران الأوعية الدقيقية الذي عقد بمدينة يلو في النرويج في فبراير من عام 1983م. وكانت هناك نية لتشجيع تعريف يتناول مسببات المرض المتعددة (وليس مسببًا واحدًا) المرتبطة باختلال وظيفة العضو وفشل العضو عقب فترة صدمة انخفاض ضغط الدم. قد تضم المسارات النشطة المؤدية لهذه الفيزيولوجيا المرضية ترسيب الفبرين وتكدس الصفيحات والاعتلال الخثري وإفراز الجسيمات الشخمية للكريات البيضاء. ويشير تضمين مثل هذا التعريف إلى أن إدراك نشاط أحد تلك المسارات يدل أيضًا في الغالب على نشاط عمليات فيزيولوجية مرضية إضافية وأن تلك المسارات تدميرية بصورة تآزرية. وقد تؤدي الحالة الطبية إلى قصور كلوي ومتلازمة الضائقة التنفسية واعتلال وظيفة الجهاز العصبي المركزي ويحتمل أن تؤدي إلى نزف هضمي.
لقد تم تحديد خصائص متلازمة الاستجابة الالتهابية الجهازية عام 1992م كجزء من المؤتمر المتزامن لـ الكلية الأمريكية لأطباء الصدر وجمعية طب الرعاية الحرجة. وتوصل المؤتمر إلى أن مظاهر متلازمة الاستجابة الالتهابية الجهازية تضم على سبيل المثال لا الحصر:
- درجة حرارة الجسم أقل من 36 درجة مئوية (96.8 فهرنهايت) أو أكبر من 38 درجة مئوية (100.4 فهرنهايت)
- سرعة القلب أكبر من 90 دقة في الدقيقة
- تسرع النفس (ارتفاع سرعة التنفس)، تصبح أكبر من 20 نفسًا في الدقيقة؛ أو الضغط الجزئي الشرياني لـ ثاني أكسيد الكربون أقل من 4.3 كيلو باسكال (32 مم زئبق)
- عدد خلايا الدم البيضاء أقل من 4000 خلية/مم³ (4 × 109 خلية/لتر) أو أكبر من 12.000 خلية/مم³ (12 × 109 خلية/لتر)؛ أو وجود أكثر من 10% العدلات غير الناضجة (الخلية المأطورة)

ويتم تشخيص متلازمة الاستجابة الالتهابية الجهازية عند وجود خاصيتين أو أكثر من تلك الخصائص.
لقد اقترح المؤتمر العالمي لإنتان الأطفال إجراء بعض التغييرات على تلك الخصائص لتناسب المرضى من الأطفال.
إن الحمى وكثرة الكريات البيض من سمات تفاعل بروتين الطور الحاد، في حين أن تسرع القلب يكون غالبًا إحدى العلامات الأولية لكشف الديناميكا الدموية. تسرع النفس قد يرتبط بزيادة الإجهاد الأيضي الناتج عن الإصابة بعدوى والتهاب، ولكن قد يكون تسرع النفس أيضًا إشارة سيئة لحدوث تروية دموية غير مناسبة تؤدي إلى بدء استقلاب خلوي لاهوائي.
يتم تعديل خصائص متلازمة الاستجابة الالتهابية الجهازية في الأطفال بالطريقة التالية:
- سرعة القلب أكبر من انحرافين معياريين فوق المعدل الطبيعي بالنسبة للعمر في ظل غياب المحفزات مثل الشعور بالألم أو تناول الأدوية، أو استمرار زيادة سرعة القلب لفترة أطول من نصف ساعة إلى أربع ساعات لسبب غير معلوم. وبالنسبة للأطفال الرضع، تضم تلك الخصائص أيضًا انخفاض سرعة القلب عن 10 في المائة بالنسبة للعمر في ظل غياب محفزات مبهمية أو حاصرات بيتا أو مرض قلبي خلقي أو استمرار انخفاض سرعة القلب لمدة أطول من 30 دقيقة لسبب غير معلوم.
- درجة حرارة الجسم يتم قياسها عن طريق الفم أو المستقيم أو بفحص قسطرة فولي أو بفحص القسطرة الوريدية المركزية وتكون أقل من 36 درجة مئوية أو أكبر من 38.5 درجة مئوية. ويجب أن تكون درجة الحرارة غير طبيعية لتشخيص الحالة بأنها متلازمة الاستجابة الالتهابية الجهازية في المرضى الأطفال.
- وتيرة التنفس أكبر من انحرافين معياريين وفوق الطبيعي بالنسبة للعمر أو الحاجة إلى إجراء تنفس صناعي غير مرتبط بمرض عصبي عضلي أو الحصول على تخدير.
- خلايا الدم البيضاء عددها كبير أو منخفض بالنسبة للعمر ولا ترتبط بتناول علاج كيماوي، أو عدد خلايا الدم البيضاء أكبر من 10% من الخلايا المأطورة والعدلات غير الناضجة.

يرجى ملاحظة أن خصائص متلازمة الاستجابة الالتهابية الجهازية غير محددة تمامًا، ويجب تفسير الحالة بعناية في سياق طبي. فلقد وضعت تلك الخصائص بصورة أساسية بهدف الحصول على تصنيف أكثر موضوعية لحالات المرضى الحرجة وبحيث تكون الدراسات الطبية في المستقبل أكثر قوة ويمكن استنتاجها بسهولة.
بدلاً من ذلك، عند تزامن وجود خاصيتين أو أكثر من خصائص متلازمة الاستجابة الالتهابية الجهازية دون وجود دليل على حدوث عدوى، يمكن تشخيص حالات المرضى بأنها «متلازمة الاستجابة الالتهابية الجهازية.» أما المرضى المصابين بمتلازمة الاستجابة الالتهابية الجهازية واختلال حاد في وظيفة أحد الأعضاء فيطلق عليها حالات «حادة لمتلازمة الاستجابة الالتهابية الجهازية.»

## الأسباب
تُصنف أسباب متلازمة الاستجابة الالتهابية الجهازية تصنيفًا عامًا بأنها أسباب ناتجة عن عدوى أو غير ناتجة عن عدوى. وكما ذكرنا عاليه، عندما تكون متلازمة الاستجابة الالتهابية الجهازية ناتجة عن عدوى فإنها تعتبر إنتان. أما الأسباب غير الناتجة عن عدوى فتضم الصدمة والحروق والتهاب البنكرياس والإقفار والنزف.
تضم الأسباب الأخرى:
- مضاعفات الجراحة
- قصور إفرازات الغدة الكظرية
- انصمام رئوي
- أم الدم الأبهرية المعقدة
- اندحاس قلبي
- تأق
- جرعات الأدوية الزائدة

## العلاج
بصورة عامة، يُوجه علاج متلازمة الاستجابة الالتهابية الجهازية نحو علاج المشكلة الضمنية أو السبب المحفز (أي استبدال السائل المناسب لنقص حجم الدم، وسوائل الحقن الوريدي، دون العلاج بالفم لالتهاب البنكرياس، والأبينفرين، والستيرويدات، وديفينهيدرامِين لعلاج التأق).
السيلينيوم وجلوتامين وحمض ايكوسابنتانويك أثبتوا فعاليتهم في تحسين تلك الأعراض في التجارب السريرية. وقد يفيد أيضًا استخدام بعض مضادات الأكسدة مثل فيتامين إي.

## المضاعفات
قد تحدث مضاعفات في متلازمة الاستجابة الالتهابية الجهازية نتيجة قصور عضو أو أكثر أو أنظمة الأعضاء. وتضم مضاعفات تلك المتلازمة:
- قصور رئوي حاد
- قصور كلوي حاد
- صدمة
- متلازمة الاختلال الوظيفي للعديد من الأعضاء